# UCI Asia Tour de 2013-2014
O UCI Asia Tour 2013-2014 foi a décima edição do calendário ciclístico internacional asiático. Iniciou-se a 6 de outubro de 2013 em Cazaquistão, com o Tour de Almaty, primeira carreira UCI na história de Cazaquistão, e finalizou a 20 de dezembro de 2014 em Catar com o Tour de Al Zubarah.

## Carreiras e categorias
Nesta edição continuaram sendo seis as carreiras de máxima categoria (.HC), as mesmas que na edição anterior.
As carreiras .1 foram oito, três mais que a temporada passada e produzindo-se as ascensões a esta categoria dos Tours de Coreia e Irão e uma nova competição, o Tour de Dubai. O resto das carreiras foram .2 (última categoria), que junto às carreiras em estrada e contrarrelógio do Campeonato de Ásia de Ciclismo formaram o calendário de 2013-2014.
Além destas carreiras, alguns campeonatos nacionais de estrada e contrarrelógio também pontuaram para o UCI Asia Tour, dependendo da classificação por países da edição anterior.

## Equipas
As equipas que podem participar nas diferentes carreiras dependem da categoria das mesmas. A maior nível de uma carreira podem participar equipas a mais nível. As equipas UCI ProTeam, só podem participar das carreiras .HC e .1 mas têm cota limitada e os pontos que conseguem seus ciclistas não vão à classificação.
| Categoria | Categoria                      | Equipas                                                                                  |
| --------- | ------------------------------ | ---------------------------------------------------------------------------------------- |
| .HC       | 1.hc (Carreira de um dia)      | ProTeam (max 50%) Profissionais Continentais Continentais Selecções nacionais            |
| .HC       | 2.hc (Carreira de vários dias) | ProTeam (max 50%) Profissionais Continentais Continentais Selecções nacionais            |
| .1        | 1.1 (Carreira de um dia)       | ProTeam (max 50%) Profissionais Continentais Continentais Selecções nacionais            |
| .1        | 2.1 (Carreira de vários dias)  | ProTeam (max 50%) Profissionais Continentais Continentais Selecções nacionais            |
| .2        | 1.2 (Carreira de um dia)       | Profissionais Continentais Continentais Selecções nacionais Selecções regionais Amadoras |
| .2        | 2.2 (Carreira de vários dias)  | Profissionais Continentais Continentais Selecções nacionais Selecções regionais Amadoras |

## Calendário
Contou com as seguintes carreiras, tanto por etapas como de um dia. O calendário deu-se a conhecer a 26 de setembro de 2013.

### Outubro 2013
| Data     | Carreira                  | Cat. | Ganhador        | Equipa do ganhador      |
| -------- | ------------------------- | ---- | --------------- | ----------------------- |
| 6        | Tour de Almaty            | 1.2  | Maxim Iglinskiy | Selecção do Cazaquistão |
| 20       | Japan Cup Cycle Road Race | 1.hc | Jack Bauer      | Garmin Sharp            |
| 20 ao 28 | Tour de Hainan            | 2.hc | Moreno Hofland  | Belkin                  |

### Novembro 2013
| Data     | Carreira                           | Cat. | Ganhador            | Equipa do ganhador          |
| -------- | ---------------------------------- | ---- | ------------------- | --------------------------- |
| 2 ao 5   | Tour de Ijen                       | 2.2  | Mirsamad Pourseyedi | Tabriz Petrochemical        |
| 2 ao 10  | Tour do Lago Taihu                 | 2.1  | Yuriy Metlushenko   | Torku Sekerspor             |
| 10       | Tour de Okinawa                    | 1.2  | Sho Hatsuyama       | Bridgestone-Anchor          |
| 12       | Tour de Nanjing                    | 1.2  | Alois Kaňkovský     | ASC Dukla Praha             |
| 16 ao 18 | Tour de Fuzhou                     | 2.2  | Rahim Ememi         | RTS-Santic Racing           |
| 22 ao 25 | Sharjah International Cycling Tour | 2.2  | Roman Van Uden      | Node 4-Giordana Racing Team |

### Dezembro 2013
| Data   | Carreira                         | Cat. | Ganhador                | Equipa do ganhador |
| ------ | -------------------------------- | ---- | ----------------------- | ------------------ |
| 4 ao 7 | Tour de Al Zubarah               | 2.2  | Yousef Mirza Banihammad |                    |
| 15     | CFI International Race 1, Mumbai | 1.2  | Nur Amirul Marzuki      | Terengganu         |
| 18     | CFI International Race 2, Jaipur | 1.2  | Anwar Azis Muhd Shaiful | Terengganu         |
| 22     | CFI International Race 3, Dehli  | 1.2  | Mohd Nor Umardi Rosdi   | Terengganu         |

### Fevereiro 2014
| Data     | Carreira         | Cat. | Ganhador            | Equipa do ganhador      |
| -------- | ---------------- | ---- | ------------------- | ----------------------- |
| 5 ao 8   | Tour de Dubai    | 2.1  | Taylor Phinney      | BMC Racing              |
| 9 ao 14  | Tour de Catar    | 2.hc | Niki Terpstra       | Omega Pharma-Quick Step |
| 18 ao 23 | Tour de Omã      | 2.hc | Chris Froome        | Sky                     |
| 27 ao 8  | Tour de Langkawi | 2.hc | Mirsamad Pourseyedi | Tabriz Petrochemical    |

### Março 2014
| Data    | Carreira       | Cat. | Ganhador         | Equipa do ganhador    |
| ------- | -------------- | ---- | ---------------- | --------------------- |
| 9 ao 13 | Tour de Taiwan | 2.1  | Rémy Di Gregorio | La Pomme Marseille 13 |

### Abril 2014
| Data     | Carreira                    | Cat. | Ganhador           | Equipa do ganhador             |
| -------- | --------------------------- | ---- | ------------------ | ------------------------------ |
| 1 ao 6   | Tour da Tailândia           | 2.2  | Yasuharu Nakajima  | Aisan Racing                   |
| 21 ao 24 | Tour das Filipinas          | 2.2  | Mark Galedo        | 7 Eleven Road Bike Philippines |
| 27       | Melaka Chief Minister's Cup | 1.2  | Alexandr Pliuschin | Sky Dive Dubai                 |

### Maio 2014
| Data     | Carreira                                  | Cat. | Ganhador            | Equipa do ganhador   |
| -------- | ----------------------------------------- | ---- | ------------------- | -------------------- |
| 18 ao 25 | Volta ao Japão                            | 2.1  | Mirsamad Pourseyedi | Tabriz Petrochemical |
| 29       | Campeonato Asiático Contrarrelógio        | CC   | Dmitriy Gruzdev     | Astana               |
| 29       | Campeonato Asiático Contrarrelógio sub-23 | CC   | Viktor Okishev      | Continental Astana   |
| 29 ao 1  | Tour de Kumano                            | 2.2  | Francisco Mancebo   | Sky Dive Dubai       |
| 31       | Campeonato Asiático em Estrada sub-23     | CC   | Vadim Galeyev       | Continental Astana   |

### Junho 2014
| Data     | Carreira                       | Cat. | Ganhador         | Equipa do ganhador   |
| -------- | ------------------------------ | ---- | ---------------- | -------------------- |
| 1        | Campeonato Asiático em Estrada | CC   | Ruslan Tleubayev | Astana               |
| 2 ao 10  | Tour de Singkarak              | 2.2  | Amir Zargari     | Pishgaman Yazd       |
| 8 ao 15  | Tour da Coreia                 | 2.1  | Hugh Carthy      | Rapha-Condor         |
| 17 ao 22 | Tour do Irão                   | 2.1  | Ghader Mizbani   | Tabriz Petrochemical |

### Julho 2014
| Data    | Carreira              | Cat. | Ganhador       | Equipa do ganhador |
| ------- | --------------------- | ---- | -------------- | ------------------ |
| 6 ao 19 | Volta ao Lago Qinghai | 2.hc | Ilya Davidenok | Continental Astana |

### Agosto 2014
| Data    | Carreira        | Cat. | Ganhador     | Equipa do ganhador |
| ------- | --------------- | ---- | ------------ | ------------------ |
| 30 ao 5 | Tour da China I | 2.1  | Kamil Gradek | BDC Marcpol        |

### Setembro 2014
| Data     | Carreira              | Cat. | Ganhador         | Equipa do ganhador   |
| -------- | --------------------- | ---- | ---------------- | -------------------- |
| 6 ao 7   | Tour do Leste de Java | 2.2  | Ghader Mizbani   | Tabriz Petrochemical |
| 8 ao 14  | Tour da China II      | 2.1  | Boris Shpilevsky | RTS-Santic           |
| 13 ao 15 | Tour de Hokkaido      | 2.2  | Joshua Prete     | Budget Forklifts     |

### Outubro 2014
| Data     | Carreira                  | Cat. | Ganhador          | Equipa do ganhador    |
| -------- | ------------------------- | ---- | ----------------- | --------------------- |
| 5        | Tour de Almaty            | 1.1  | Alexey Lutsenko   | Astana                |
| 16 ao 19 | Tour de Ijen              | 2.2  | Peter Pouly       | Singha Infinite       |
| 19       | Japan Cup Cycle Road Race | 1.hc | Nathan Haas       | Garmin Sharp          |
| 20 ao 28 | Tour de Hainan            | 2.hc | Julien Antomarchi | La Pomme Marseille 13 |

### Novembro 2014
| Data     | Carreira           | Cat. | Ganhador            | Equipa do ganhador   |
| -------- | ------------------ | ---- | ------------------- | -------------------- |
| 1 ao 9   | Tour do Lago Taihu | 2.1  | Sam Witmitz         | Budget Forklifts     |
| 9        | Tour de Okinawa    | 1.2  | Nariyuki Masuda     | Utsunomiya Blitzen   |
| 11       | Tour de Yancheng   | 1.2  | Jesse Kerrison      | Budget Forklifts     |
| 14 ao 16 | Tour de Fuzhou     | 2.2  | Mirsamad Pourseyedi | Tabriz Petrochemical |
| 28 ao 1  | Sharjah Tour       | 2.2  | Alexandr Pliuschin  | Sky Dive Dubai       |

### Dezembro 2014
| Data     | Carreira           | Cat. | Ganhador       | Equipa do ganhador                   |
| -------- | ------------------ | ---- | -------------- | ------------------------------------ |
| 13 ao 17 | Jelajah Malaysia   | 2.2  | Rafaâ Chtioui  | Sky Dive Dubai                       |
| 17 ao 20 | Tour de Al Zubarah | 2.2  | Azzedine Lagab | Groupement Sportif Pétrolier Algérie |

## Classificações parciais
- As classificações até 25 de novembro de 2014 são as seguintes:[3]

### Individual
Integram-na todos os ciclistas que consigam pontos podendo pertencer tanto a equipas amadoras como profissionais, excepto os ciclistas de equipas UCI ProTeam.
| Posição | Ciclista            | Pontos |
| ------- | ------------------- | ------ |
| 1º      | Mirsamad Pourseyedi | 480    |
| 2º      | Boris Shpilevsky    | 408    |
| 3º      | Alois Kankovsky     | 362    |
| 4º      | Yuriy Metlushenko   | 338    |
| 5º      | Ilya Davidenok      | 272    |
| 6º      | Ghader Mizbani      | 268    |
| 7º      | Grega Bole          | 215    |
| 8º      | Rahim Emami         | 193    |
| 9º      | Julien Antomarchi   | 190    |
| 10º     | Kamil Gradek        | 181    |

| 11º | Sam Witmitz        | 173 |
| 12º | Mykhailo Kononenko | 170 |
| 13º | Wouter Wippert     | 169 |
| 14º | Jesse Kerrison     | 167 |
| 15º | Milan Kadlec       | 158 |
| 16º | Hugh Carthy        | 148 |
| 17º | Amir Kolahdozhagh  | 143 |
| 18º | Vadim Galeyev      | 134 |
| 19º | Oleksandr Polivoda | 129 |
| 20º | Vitaliy Buts       | 125 |

### Equipas
| Posição | Equipa                | Pontos |
| ------- | --------------------- | ------ |
| 1º      | Tabriz Petrochemical  | 1022   |
| 2º      | Dukla Praha           | 602    |
| 3º      | La Pomme Marseille 13 | 571    |
| 4º      | RTS-Santic            | 547    |
| 5º      | Kolss                 | 513    |

| 6º  | Pishgaman Yazd          | 492 |
| 7º  | Vini Fantini-Nippo      | 422 |
| 8º  | Drapac                  | 421 |
| 9º  | Budget Forklifts        | 391 |
| 10º | Continental Team Astana | 377 |

### Países
Se confeciona mediante os pontos dos 10 melhores ciclistas de um país, não só os que consigam neste Circuito Continental, senão também os conseguidos em todos os circuitos. E inclusive se um corredor de um país deste circuito, só consegue pontos em outro circuito (Europa, Ásia, Africa, Oceania), seus pontos vão a esta classificação. Ao igual que na classificação individual, os ciclistas podem pertencer tanto a equipas amadoras como profissionais, excepto os ciclistas de equipas UCI ProTeam.
| Posição | País          | Pontos |
| ------- | ------------- | ------ |
| 1º      | Irão          | 1473   |
| 2º      | Cazaquistão   | 845    |
| 3º      | Japão         | 482    |
| 4º      | Coreia do Sul | 370    |
| 5º      | Hong Kong     | 344    |

| 6º  | Malásia     | 296 |
| 7º  | Uzbequistão | 174 |
| 8º  | Indonésia   | 146 |
| 9º  | Tailândia   | 145 |
| 10º | Líbano      | 142 |

### Países sub-23
| Posição | País          | Pontos |
| ------- | ------------- | ------ |
| 1º      | Cazaquistão   | 811    |
| 2º      | Irão          | 164    |
| 3º      | Malásia       | 110    |
| 4º      | Macau         | 80     |
| 5º      | Coreia do Sul | 71     |

## Progresso das classificações
| Data                    | Classificação individual | Classificação por equipas | Classificação por países | Classificação por países sub-23 |
| ----------------------- | ------------------------ | ------------------------- | ------------------------ | ------------------------------- |
| 25 de outubro de 2013   | Sonny Colbrelli          | -                         | Cazaquistão              | Cazaquistão                     |
| 25 de novembro de 2013  | Yuriy Metlushenko        | -                         | Irão                     | Cazaquistão                     |
| 25 de dezembro de 2013  | Yuriy Metlushenko        | -                         | Malásia                  | Malásia                         |
| 25 de janeiro de 2014   | Yuriy Metlushenko        | Torku Sekerspor           | Malásia                  | Malásia                         |
| 25 de fevereiro de 2014 | Yuriy Metlushenko        | Torku Sekerspor           | Malásia                  | Malásia                         |
| 25 de março de 2014     | Yuriy Metlushenko        | Torku Sekerspor           | Irão                     | Malásia                         |
| 25 de abril de 2014     | Yuriy Metlushenko        | Torku Sekerspor           | Irão                     | Malásia                         |
| 25 de maio de 2014      | Mirsamad Pourseyedi      | Tabriz Petrochemical      | Irão                     | Malásia                         |
| 25 de junho de 2014     | Mirsamad Pourseyedi      | Tabriz Petrochemical      | Irão                     | Cazaquistão                     |
| 25 de julho de 2014     | Mirsamad Pourseyedi      | Tabriz Petrochemical      | Irão                     | Cazaquistão                     |
| 15 de agosto de 2014    | Mirsamad Pourseyedi      | Tabriz Petrochemical      | Irão                     | Cazaquistão                     |
| 25 de agosto de 2014    | Mirsamad Pourseyedi      | Tabriz Petrochemical      | Irão                     | Cazaquistão                     |
| 25 de setembro de 2014  | Mirsamad Pourseyedi      | Tabriz Petrochemical      | Irão                     | Cazaquistão                     |
| 25 de outubro de 2014   | Mirsamad Pourseyedi      | Tabriz Petrochemical      | Irão                     | Cazaquistão                     |
| 25 de novembro de 2014  | Mirsamad Pourseyedi      | Tabriz Petrochemical      | Irão                     | Cazaquistão                     |
| 25 de dezembro de 2014  |                          |                           |                          |                                 |
| Final                   |                          |                           |                          |                                 |